# Emilia Pavel
Emilia Pavel (n. 9 aprilie 1925, Popești, jud. Iași – d. 16 octombrie 2014, Iași) a fost un cercetător român în etnografie și folclor.

## Studii și activitate
Școala primară a urmat-o în satul natal, iar studiile liceale finalizate în anul 1946 le-a continuat la  Școala Normală și la Liceul de fete „Oltea Doamna” din Iași. Primele cunoștințe de etnografie și le-a însușit în timpul studiilor universitare de la profesorul Ion Chelcea, finalizate în anul 1950 ca absolventă a Facultății de Istorie a Universității „Alexandru Ioan Cuza” din Iași. La data de 1 iulie 1951 a fost numită șef de secție la proaspătul Muzeul Etnografic al Moldovei, răspunzând și de sectorul „Artă Populară" ocupându-se cu activități de fixare a zonelor etnografice și de port popular, de achiziționarea de scoarțe, țesături, măști populare, de întocmirea colecțiilor de textile și obiecte ceramice, de organizarea expozițiilor, conservarea textilelor. Activitatea sa de cercetare etnografică s-a întins de-a lungul unei cariere de peste 60 de ani, concretizată în peste 100 de studii de specialitate și numeroase publicații, articole și volume. Colaborează la alcătuirea Atlasului etnografic al României, organizează numeroase expoziții tematice, cursuri de etnografie și artă populară ținute în cadrul Universității populare din Iași. Munca sa, adesea de pionierat în punerea bazelor de colecții de scoarțe, țesături, măști, port popular din cadrul Muzeului Etnografic din Iași a fost gratulată cu premii, diplome naționale și internaționale. A devenit cetățean de onoare a satului natal Popești în anul 2004, unde există și un muzeu etnografic ce-i poartă numele.
Printre distincții și premii se pot aminti: 
1. Ordinul Meritul Cultural în grad de Comandor categoria H desemnat de către președintele României (2004)
2. Medalia Mondială a Libertății acordată de către Institutul Biografic American (2006)
3. Diploma de excelență în cadrul Festivalului Folcloric Datini și Obiceiuri de iarnă (2007)
4. Medalia Jubiliară la aniversarea Centenarului Muzeului Astra Sibiu (2005), numirea onorifică acordată de către Consiliul de publicație din cadrul Institutului Biografic American (2005)

A decedat în Iași pe 16 octombrie 2014 la vârsta de 89 ani. Este înhumată în Cimitirul Eternitatea din Iași.

## Lucrări publicate
1. Costumele populare din zona Iași, 1970, album
2. Portul popular din zona Iași, editura Meridiane, București, 1975
3. Măști populare moldovenești, Iași, 1975[3]
4. Portul popular moldovenesc, editura Junimea, Iași, 1976
5. Jocuri cu măști din zona Iași, Podișul central moldovenesc, Iași, 1971
6. Scoarțe și țesături populare, editura Tehnică, București, 1989
7. Studii de etnologie românească editura Junimea, Iași, 1990 (prefațată de Romulus Vulcănescu) ISBN 973-37-0082-7
8. Valori etnografice românești în imagini - Moldova - album; editura Princeps Edit, Iași
9. Studii de etnologie românească editura Princeps Edit, Iași, 2006 (prefațată de Zoe Dumitrescu Bușulenga) ISBN 973-7730-90-9
10. Masca-Univers Antropologic, editura Princeps Edit, Iași, 2011
11. Memoriile unui muzeograf, editura Princeps Edit, Iași, 2013

## Galerie

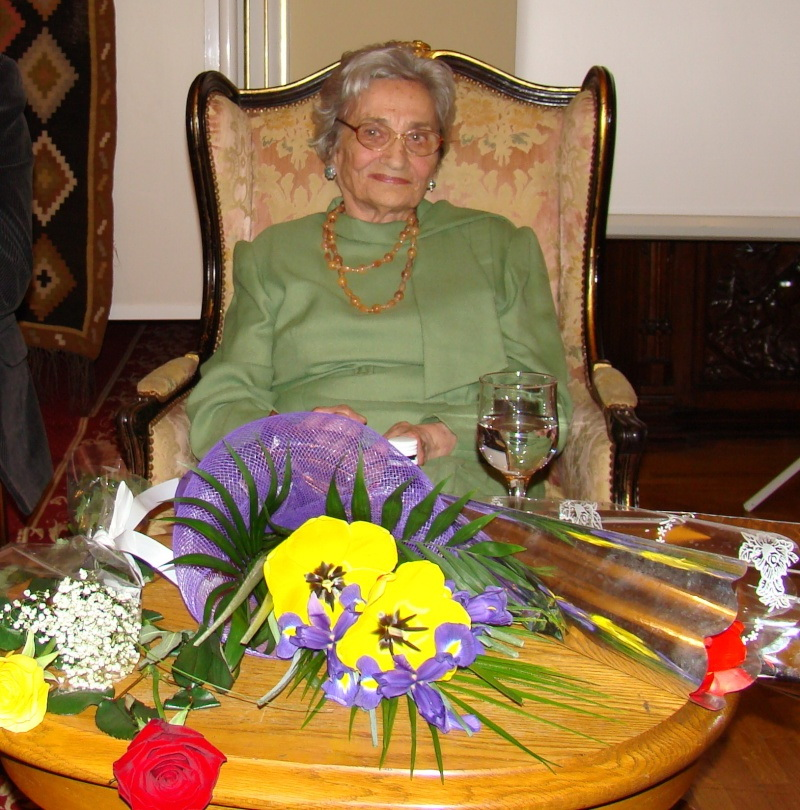
Emilia Pavel- 60 de ani de etnografie și 86 de ani de viață- Gala oameni pentru Iași- Muzeul Unirii Iași.
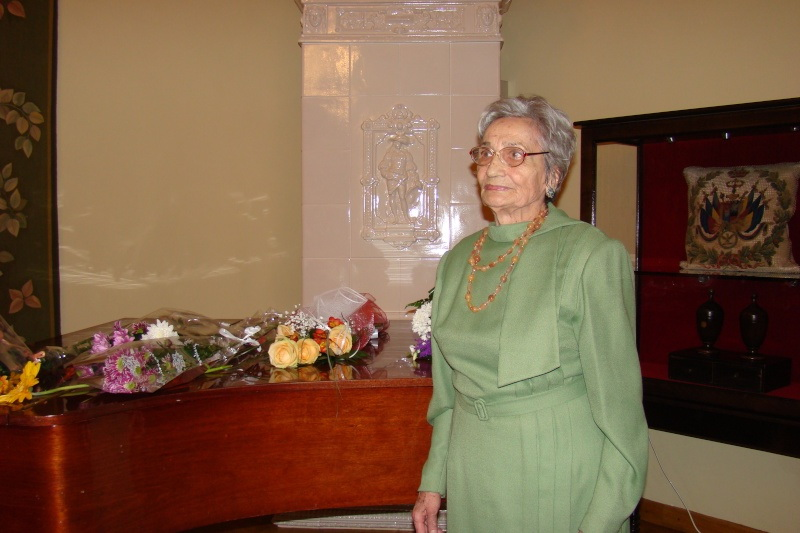
Emilia Pavel-60 de ani de etnografie și 86 de ani de viață- Gala oameni pentru Iași- Muzeul Unirii Iași.
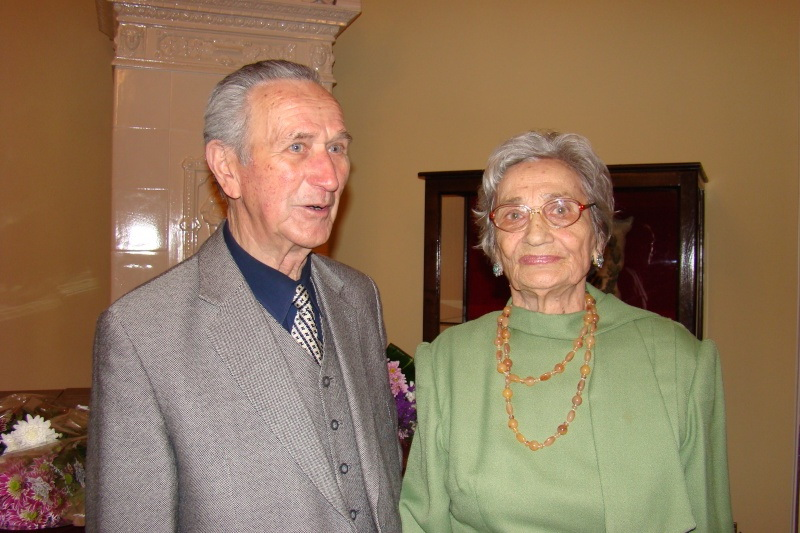
Academicianul Valeriu Cotea si Emilia Pavel la Gala "Oameni pentru Iași".
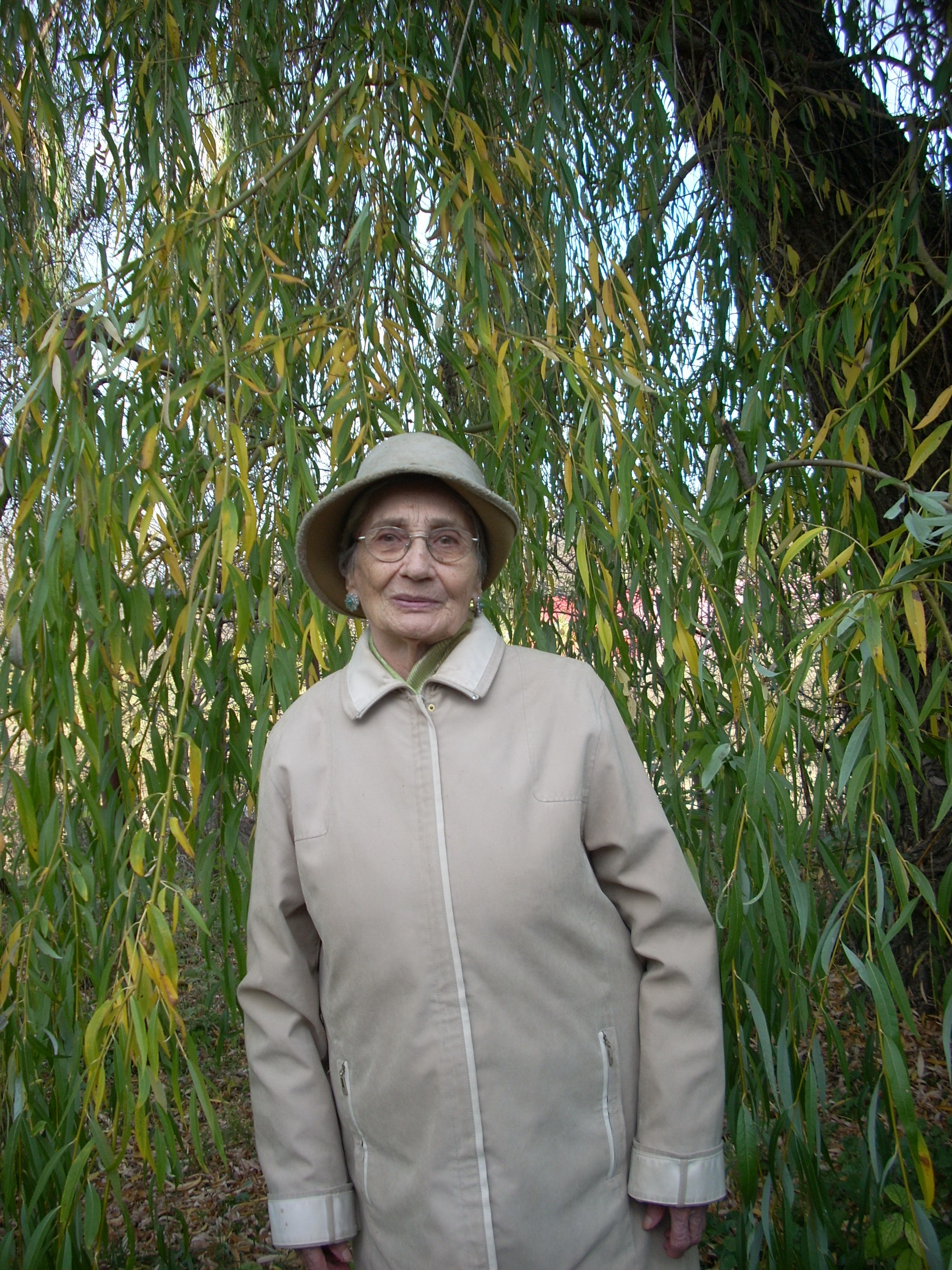
Emilia Pavel în curtea Muzeului "Mihail Sadoveanu" din Iași.